# Гужиська
Гужиська (пол. Górzyska, нім. Bergdorf) — село в Польщі, у гміні Дрезденко Стшелецько-Дрезденецького повіту Любуського воєводства.
Населення — 43 особи (2011).
У 1975-1998 роках село належало до Гожовського воєводства.

## Демографія
Демографічна структура станом на 31 березня 2011 року:
|          | Загалом | Допрацездатний вік | Працездатний вік | Постпрацездатний вік |
| -------- | ------- | ------------------ | ---------------- | -------------------- |
| Чоловіки | 17      | 5                  | 12               | 0                    |
| Жінки    | 26      | 7                  | 16               | 3                    |
| Разом    | 43      | 12                 | 28               | 3                    |